# Metallochlora melanopis
Metallochlora melanopis är en fjärilsart som beskrevs av Louis Beethoven Prout 1915. Metallochlora melanopis ingår i släktet Metallochlora och familjen mätare. Inga underarter finns listade i Catalogue of Life.